# نکهاتا بای
نکهاتا بای (به لاتین: Nkhata Bay) یک شهر در مالاوی است که در منطقه شمالی مالاوی واقع شده‌است.

## خصوصیات
نکهاتا بای ۱۴٬۷۲۲ نفر جمعیت دارد و ۴۷۱ متر بالاتر از سطح دریا واقع شده‌است.

## جمعیت
| سال  | جمعیت  |
| ---- | ------ |
| ۱۹۸۷ | ۶٬۴۹۴  |
| ۱۹۹۸ | ۹٬۴۲۴  |
| ۲۰۰۸ | ۱۴٬۷۲۲ |